# Václav Krliš
Václav Krliš (* 8. června 1996 Plzeň) je český lední hokejista nastupující na pozici útočníka.

## Život
S ledním hokejem začínal v klubu HC Plzeň, za který nastupoval i v jeho mládežnických výběrech. Sezónu 2013/2014 strávil v juniorském celku HC Karlovy Vary, za něž nastoupil také v mládežnické hokejové lize (MHL). Další dva ročníky již ale opět hrál za plzeňské juniory. Před sezónou 2016/2017 se objevil v prvním mužstvu tohoto klubu a nastoupil za něj ke dvěma zápasům v Lize mistrů. V extralize v tomto ročníku ale nikoliv. Střídavě tak hrál za Slavii Praha a za Klatovy.
Krliš také pravidelně nastupoval za mládežnické reprezentační výběry České republiky.

## Statistiky kariéry
| Sezona  | Klub              | Soutěž   | Z  | G | A | B  | TM | Z | G | A | B | TM |
| ------- | ----------------- | -------- | -- | - | - | -- | -- | - | - | - | - | -- |
| 2016/17 | HC Slavia Praha   | WSM liga | 23 | 2 | 4 | 6  | 4  | 9 | 1 | 0 | 1 | 2  |
| 2016/17 | SHC Klatovy       | 2. liga  | 19 | 7 | 8 | 15 | 4  | - | - | - | - | -  |
| 2017/18 | HC Slavia Praha   | WSM liga | 25 | 1 | 3 | 4  | 18 |   |   |   |   |    |
| 2017/18 | HC Ústí nad Labem | WSM liga | 11 | 1 | 3 | 4  | 2  |   |   |   |   |    |
| 2017/18 | SHC Klatovy       | 2. liga  | 4  | 3 | 1 | 4  | 2  | 3 | 3 | 1 | 4 | 2  |